# Lie-theorie
Lie-theorie is een deelgebied binnen de wiskunde, dat oorspronkelijk werd ontwikkeld door de Noorse wiskundige Sophus Lie.
In het vroege werk van Lie was het idee om een theorie van continue groepen te construeren, dit om de theorie van discrete groepen te complementeren, die zich in de handen van Felix Klein en Henri Poincaré had ontwikkeld in de theorie van de modulaire vormen. De eerste toepassing die Lie in gedachten had was de theorie van de differentiaalvergelijkingen. Zich baserend op het model van de Galoistheorie en de veeltermvergelijkingen was de achterliggende gedachte hierachter een theorie, die in staat zou zijn door de studie van de symmetrie het hele gebied van gewone differentiaalvergelijkingen te verenigen.